# Hercegovačka (Bělehrad)
Hercegovačka (srbsky Херцеговачка), doslova Hercegovinská je ulice v hlavním městě Srbska, Bělehradu. Nachází se v blízkosti řeky Sávy v lokalitě Savamala.

## Historie
Původně se jednalo o velmi krátkou ulici která spojovala břeh řeky Sávy s ulicí Karađorđeva při budově bývalé spořitelny. 
Na počátku 21. století byla v souvislosti s projektem Beograd na vodi nicméně rozšířena a prodloužena jižním směrem až téměř ke křižovatce Mostar a stala se jednou z os nového urbanistického projektu, který nahradil původní hlavní nádraží. V souvislosti s tím byla řada původních budov v okolí bývalého nádraží vybourána.

## Doprava
Jedná se o klidnou městskou třídu se stromořadím a dvěma jízdními pruhy.

## Významné objekty
- Beogradska zadruga
- Hotel Bristol
- Beograd na vodi (anglicky Belgrade Waterfront).